# 天満屋ストア
株式会社天満屋ストア（てんまやストア、Tenmaya Store Co., Ltd.）は、岡山県岡山市北区に本部を置き、岡山県、広島県、鳥取県に総合スーパー（GMS）の「天満屋ハピータウン」、食品スーパーマーケットの「天満屋ハピーズ」「ハピーマート」を展開する企業。
地場最大手百貨店の「天満屋」をはじめ不動産業、建設業、運輸事業、ICT事業、旅行事業、警備事業などを展開している天満屋グループの一員である。

## 概要
グループの中核会社である株式会社天満屋は非上場企業であるのに対し、東京証券取引所スタンダード市場に株式を上場。なお、天満屋ストアの筆頭株主は、天満屋と同じく伊原木家が関係し、同グループの不動産賃貸を行っている丸田産業株式会社であり、天満屋ではない。
2016年（平成28年）3月1日に100%子会社の天満屋ハピーマートを吸収合併した。天満屋ストアと天満屋ハピーマートは、合併をにらんで2014年秋から一部の食品で共同仕入れを開始したり、2015年春から共通の折り込みチラシの作成、店長クラスの人事交流を進めたりするなど、統合に向けた動きがあった。
プライベートブランドとして、2018年よりセブン&アイ・ホールディングスのセブンプレミアムを取り扱っている。それ以前はオール日本スーパーマーケット協会のくらし良好を扱っていた。
ドムドムハンバーガーの中国地方四国地方においての出店は2024年01月13日現在、岡山県内の天満屋ハピータウン3店舗（原尾島店・岡南店・児島店）のみである。

## 沿革
1969年（昭和44年）4月1日に会社設立。1972年（昭和47年）には天満屋ハピータウン1号店を岡山県玉野市に開業し、1996年（平成8年）には天満屋ハピーズ1号店を岡山県井原市に開業。

### 年表
- 1969年（昭和44年） 
  - 4月1日 - 天満屋の量販店部門として資本金3,000万円で株式会社天満屋ストアを設立[1]。
  - 10月9日 - 1号店として岡輝店を開業[8]。
- 1971年（昭和46年）4月 - 本部を岡山市（現・中区）国富に移転。
- 1972年（昭和47年）7月 - 天満屋ハピータウン玉野店（天満屋ハピータウン1号店）を開業。
- 1974年（昭和49年）4月 - 本部を岡山市（現・北区）岡町に移転。
- 1975年（昭和50年）11月 - 天満屋ハピータウン東福山店を開業（広島県1号店）。
- 1984年（昭和59年）9月 - 株式会社ポムアンを設立し､婦人服の専門店を開始。
- 1988年（昭和63年）
  - 2月 - 天満屋ハピータウン児島店を開業。
  - 2月 - ハピーカード（自社カード）を発行し､カード事業を開始。
- 1989年（平成元年）10月 - 大阪証券取引所市場第二部に株式を上場。
- 1990年（平成2年）11月 - 広島証券取引所に株式を上場。
- 1992年（平成4年）3月 - 株式会社府中天満屋を吸収合併[1]。
- 1996年（平成8年）
  - 3月 - 天満屋ハピータウン善通寺店を開業（香川県1号店）。
  - 11月 - 天満屋ハピーズ1号店として井原店を開業。
- 1997年（平成9年）12月 - テンマヤストア岡輝店を天満屋ハピーズに建て替え。
- 1999年（平成11年）4月 - 天満屋ハピータウンポートプラザ店（大型テナントとの複合SC1号店）を開業（イトーヨーカドー福山店（のちのゆめタウン福山）と同時に開業）。
- 2000年（平成12年）3月 - 広島証券取引所が東京証券取引所に吸収されたことに伴い、広証単独上場銘柄の取扱規程により市場第二部に承継。
- 2002年（平成14年）- 業績悪化のため、天満屋ハピータウン備前店（アルファビゼン）を閉店。
- 2006年（平成18年）7月 - シネマタウン岡南（シネマタウン1号店）を開業。
- 2011年（平成23年）
  - 11月 - 天満屋ハピータウン円山店を天満屋ハピーズに建て替え。
  - 11月 - Edy付きハピーカードの発行開始。
- 2014年（平成26年）
  - 1月 - セブン&アイ・ホールディングスと資本業務提携。同社の持分法適用会社となる。
  - 10月23日 - セブン銀行の現金自動預け払い機（ATM）を一部店舗より設置・運用開始[9]。
  - 11月21日 - イトーヨーカドーのプライベートブランド（PB）の衣料品と野菜の販売を一部店舗より開始[10]。
- 2015年（平成27年）
  - 1月13日 - 移動スーパーの営業を開始[11]。徳島県の移動スーパーの会社のとくし丸と提携して、とくし丸のロゴ入りの配達車で巡回している。
  - 4月24日 - 天満屋による天満屋ストアへの初のサテライトショップとして天満屋ハピータウン鴨方店に「天満屋鴨方ショップ」を開設[12][13]。
  - 6月1日 - 天満屋とのポイントカードの相互利用を開始[14]。
  - 6月17日 - セブン&アイ・ホールディングスの電子マネー「nanaco」を天満屋ハピーズ岡山駅前店に初導入[15]。
  - 7月10日 - セルフレジを天満屋ハピータウン原尾島店に初導入[16]。
- 2016年（平成28年）
  - 3月1日 - 100%子会社の天満屋ハピーマートを吸収合併[4][広報 1]。
  - 10月22日 - 道の駅びんご府中を開業（府中天満屋隣接。初の道の駅運営）[広報 4]。
- 2017年（平成29年）
  - 3月1日 - 天満屋ハピータウン・メルカを全館改装オープン、玉野市立図書館・中央公民館が導入される。
  - 8月 - 電子マネー「nanaco」の全店導入開始[17]。
- 2018年（平成30年）6月 - セブン＆アイ・ホールディングスのPB「セブンプレミアム」の全店導入開始。
- 2019年（平成31年/令和元年）
  - 4月 - 創業50周年。
  - 6月 - 「くるみん」を取得
  - 8月 - 西日本豪雨災害（2018年7月）により罹災した天満屋ハピーズ真備店が営業再開。
  - 12月 - QRコード決済6ブランド（PayPay、LINE Pay、楽天ペイ、au PAY、d払い、Origami Pay）の導入。
- 2020年（令和2年）
  - 2月 - 広島県府中市とまちづくりに関する連携協定締結。
  - 3月 - 「健康経営優良法人2020」認定。
  - 6月 - ネットショップ「HAPPY NET」開設。
- 2022年（令和4年）7月29日 - 三好野本店を完全子会社化[18]。
- 2024年（令和6年）4月25日 - 賛同企業として「中四国物流研究会」に参加。
- 2025年（令和7年）
  - 2月17日 - 取締役会にて、ヒナセショッピングセンターの全株式を取得して子会社することが決定[19]。

## 店舗展開

### 天満屋ハピータウン

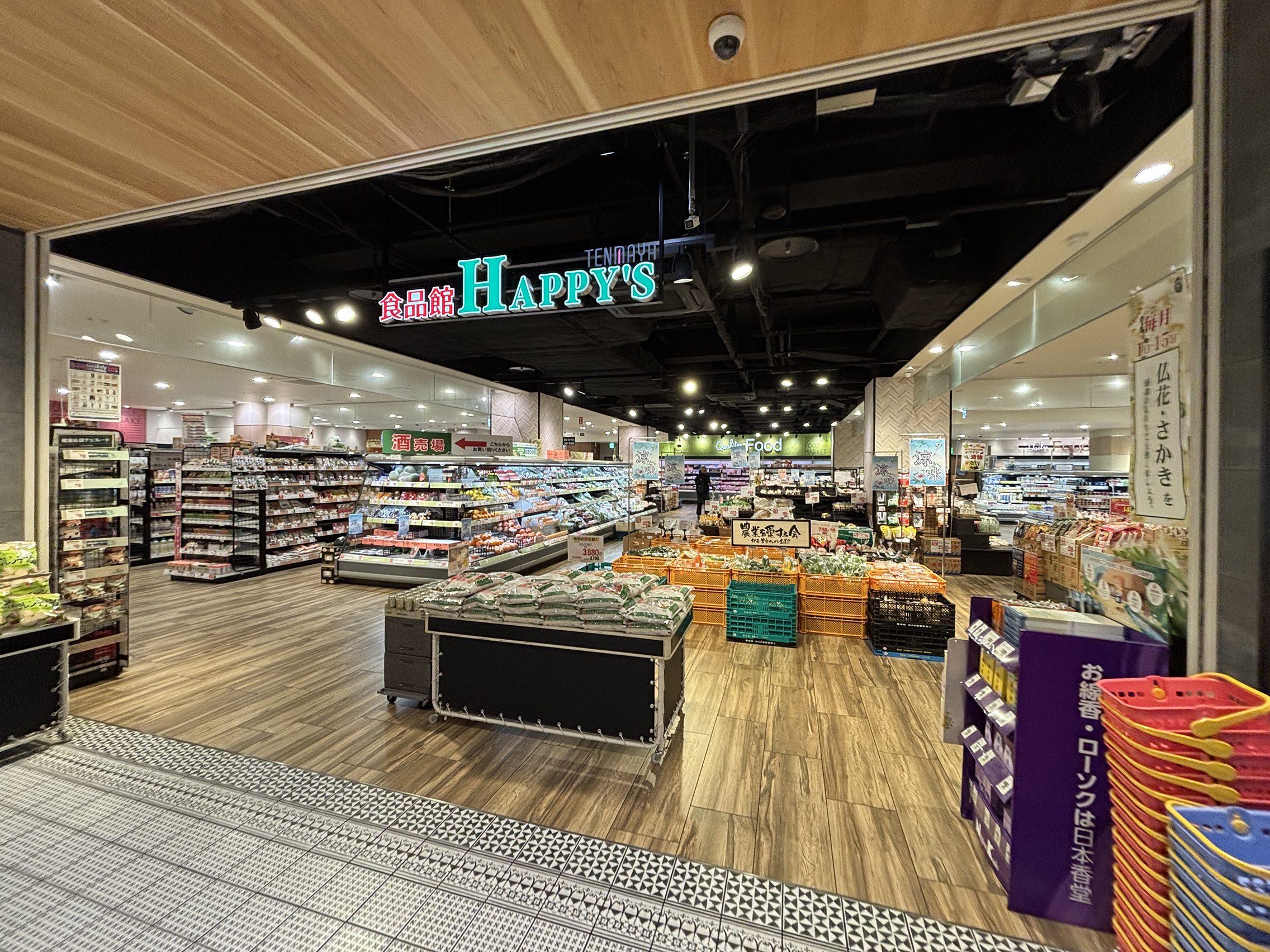
岡山市天満屋ハピータウン

- 岡山市
  - 北区 : 岡北店
  - 南区 : 岡南店
  - 中区 : 原尾島店
- 倉敷市 : 児島店
- 総社市 : リブ総社店
- 玉野市 : 玉野店
- 浅口市 : 鴨方店
- 高梁市 : 天満屋ハピータウン 高梁店
- 福山市 : ポートプラザ店
- 府中市 : 府中天満屋、びんご府中[20]

### 天満屋ハピーズ
- 岡山市
  - 北区 : 津島店、岡輝店、京山店、昭和町店、吉備津店、卸センター店、金川店、足守店、大安寺店、下中野店、岡山駅前店
  - 中区 : 円山店、国府市場店
  - 南区 : 泉田店
- 倉敷市 : アリオ倉敷店、倉敷中島店、笹沖店、玉島店、真備店、老松店、くらしき食彩館
- 津山市 : アルネ津山店、東一宮店、高野店、小田中店
- 赤磐市 : 山陽店、赤坂店
- 総社市 : 総社溝口店
- 笠岡市 : 笠岡美の浜店
- 井原市 : 井原店
- 真庭市 : 落合店
- 鏡野町 : 鏡野店
- 和気町 : 和気店
- 八頭町 : 郡家店[20]

### ハピーマート
- 倉敷市 : 田の口店
- 笠岡市 : 笠岡吉田店
- 赤磐市 : 吉井店
- 久米南町 : 弓削店[20]

### かつて存在した店舗
別店舗形態に変更した店舗も含む。

#### 天満屋ハピータウン
岡山県
- 妹尾店（1980年（昭和55年）7月開店[1]-2010年（平成22年）8月22日閉店[要出典]、岡山県岡山市箕島1387-1[1]）

店舗面積4,987m2。
建物は解体されてハローズ妹尾店（テナント棟付）が新規開店。
- 総社店→総社駅前店 - 総社市駅前1-7-10、1973年（昭和48年）12月開店 ｰ 1996年（平成8年）2月閉店[21]。天満屋ハピータウンリブ総社店開業と共に総社駅前店に改称。1984年8月にリブ店との差別化、平日商圏のシェアアップを図る為のリノベーションを推進、併設する総社国際ホテルを拡充する事となり、4階をブライダルフロアに改装オープン[22]。ホテルは、2006年(平成18年)6月に閉館。建物は解体され、2017年7月からは森下病院が新築移転[23]。
- 東岡山店 - 岡山県岡山市下455-1[24]、1983年12月16日開店[24]、売場面積2991㎡[24]、1997年末頃に閉店後、ナフコ東岡山店として建物は活用されたが2016年1月31日に閉店。その後解体され、現在はマルハン東岡山店が出店。
- 円山店 - 岡山県岡山市円山115-1[24]、閉店後改築され「天満屋ハピーズ円山店」として再開業。
- 久世店 - 真庭市久世2418[25]、1996年4月26日開店[25]-2009年2月28日閉店[26]。ダイエー久世店の跡に入居していた。現在は解体され、マルイアルティ店として営業している。
- 備前店 - 備前市西片上1226[25]、1984年10月26日開店[25]-2002年2月24日閉店[27]。再開発ビル「アルファビゼン」に入居していた。その後建物は2023年9月12日から解体・改修工事が行われ[28][29][30]、2025年8月1日に交流広場・公民館などが入る交流施設「備前市学びと遊びの健康プラザ ビーテラス」として開館している[31][32][33][34]。
- 西大寺店 - 岡山市東区西大寺南1-2-5、2024年9月1日一旦閉店[35]。閉店後改築し、2025年秋にハピーズに業態転換する形で、ハピーズを核としたショッピングモールとしてリニューアル予定。

広島県
- 東福山店（1975年（昭和50年）11月開店[1]-2014年（平成26年）4月20日閉店[要出典]、

広島県福山市青葉台1-1-1）
店舗面積7,510m2。
- みどり町店（1975年（昭和50年）11月開店[1]-2014年（平成26年）5月25日閉店[要出典]。

広島県福山市緑町1-51）
店舗面積7,510m2。
建物解体後ハローズがみどり町モールを出店。
- 向島店（1992年（平成4年）4月開店[1]-2017年（平成29年）1月[36]2018年9月15日閉店。

広島県尾道市向島町5532-8）
店舗面積4,979m2。
解体後、後継店舗としてハローズやドラッグストアなどが入る複合商業施設「向島モール」が開店した。
- 神辺店（1980年5月開店[37]-2001年4月8日閉店[38]、広島県深安郡神辺町川南751-1）

2001年以降はなかやま牧場経営のハート神辺駅前店が出店していたが、2019年11月24日に閉店した。
香川県
- 太田店（1997年（平成9年）4月開店[1]-2013年（平成25年）6月末閉店[40]、香川県高松市伏石町220[1]）

店舗面積9,076m2。
2009年（平成26年）10月23日に新装開店し、レインボーロード店に改称。香川県2号店）。
後継店舗として2013年（平成25年）10月25日、1階にハローズ高松レインボー店が、11月1日には2階にヤマダデンキテックランドNew高松レインボーロード店がそれぞれ開店。
- 善通寺店（1996年（平成8年）6月開店[1] - 2014年（平成26年）1月26日閉店[43]、香川県善通寺市金蔵寺町川添1903[1]）

店舗面積9,027m2。
後継店舗としてPLANTが2014年（平成26年）3月に開店。

#### テンマヤストア
- 岡山市：岡輝店[45]、福富店[45]、西大寺店[45]、国富店[45]、高島店[45]
- 倉敷市：玉島店[45]

#### 天満屋ハピーマート
「テンマヤハピーマート」と名乗っていたときの店舗、天満屋ストアに吸収合併されたのち天満屋ストアの展開する屋号の一つとしての「ハピーマート」の店舗も含む。
岡山県
- 岡山市
  - 北区 : 大安寺店、京山店、足守店、吉備津店、西古松店
  - 中区 : 江崎店
  - 東区 : 平島店
  - 南区 : 中畦店、浜野店
- 倉敷市 : 茶屋町店、福島店、西阿知店、中庄店、玉島中央店、倉敷西坂店、大高店、老松店
- 総社市 : 総社溝口店
- 笠岡市 : 吉田店
- 赤磐市 : 赤坂店
- 瀬戸内市 : 邑久店
- 和気郡和気町 : 和気店
- 久米郡美咲町 : 亀甲店

広島県
- 福山市 : 新市店、千田店、御門店、蔵王店、三吉店、駅家店、府中店(現在営業している府中天満屋とは別の店舗)、サファ福山店、幕山店

鳥取県
- 八頭郡八頭町 : 郡家店

#### キップス （Kipps）
岡山県
- 岡山市 : 海吉店[25]、平井店[25]

#### ハピッシュ
岡山県
- 岡山市
  - 北区 : 金川店、下中野店
  - 中区 : 国府市場店
- 津山市 : 志戸部店、高野店、小田中店
- 赤磐市：山陽店[46]

#### ハピーズミニ
- 表町店 - 岡山市北区表町1‐3‐50[47]、2012年7月27日開店[47]‐2014年3月25日閉店[48]

### 出店を断念した店舗
- 天満屋ハピータウン津山平福店 - 1996年2月に出店を表明。1998年9月1日開店予定で、3階建てで売場面積12,500㎡を予定していた[49]。

## ハピーカード
同社が提供する、楽天Edy機能が付帯するポイントカード。年会費は無料。200円（税抜）につき1ポイントが加算されるほか、楽天Edyを用いて支払う際にも同様にポイントが付与される。また天満屋カードサービスが発行する『天満屋カード』との相互利用も行っており、ポイントの相互付与、ポイント券の相互利用も行っている。
ポイントデー
- 「毎月毎週土曜日はハピーDAY」- 天満屋ハピータウン・天満屋ハピーズ・ハピーマートの食料品・日用品直営売場、一部テナントで、現金でもEdyのお支払でハピーカードポイントなんと！！8倍！！

## 映画ロケやテレビ番組での使用
- 2006年（平成18年）公開された織田裕二・柴咲コウ主演の映画『県庁の星』は、岡山県高梁市の「ポルカ天満屋ハピータウン」がメインのロケ地として使用され（作中の会社名は「満天堂」）、営業時間終了後に店舗を借り切って撮影が行われた。なお、公開時期とDVD発売時期には撮影に使われたセットや写真の展示が行われていた。

## グループ企業
- 株式会社ポムアン[広報 7]
- 株式会社でりか菜[広報 7]
- 株式会社ヒナセショッピングセンター[広報 7]

### かつて存在したグループ企業

#### 天満屋ハピーマート
天満屋ハピーマート（てんまやハピーマート）は、かつて存在した天満屋ストアグループのスーパーマーケットチェーンを運営する企業。岡山県岡山市に本社を置いていた。100%親会社の天満屋ストアに吸収合併された。
沿革
- 1985年（昭和60年）8月10日 - 資本金1000万円で株式会社天満屋ハピーマートを設立[1]。
- 1986年（昭和61年）12月12日 - ハピーマート1号店開店[50]。
- 1990年（平成2年） - 広島県に進出[25]。
- 1993年（平成5年）
  - 4月 - ハピーマートのフランチャイジー（藤井食品株式会社、有限会社エリヤ、有限会社ジャンプ、有限会社岸本食品、有限会社栄大食品）を合併[1][25]。
  - 11月 - 福山市でスーパー8店舗を運営するロイヤルマートと業務提携[51]
- 1994年（平成6年）6月1日 - ロイヤルマートが運営するハピーマートFCの4店舗の営業権を引き受け、直轄化[52]。
- 2003年（平成15年）12月 - 株式会社アイム天満屋が、株式会社天満屋ハピーマートの全株式を取得。
- 2004年（平成16年）3月 - 株式会社アイム天満屋と株式会社天満屋ハピーマートが合併し、株式会社ハピーマートへ商号変更。
- 2009年（平成21年）9月 - 株式会社天満屋ハピーマートへ社名変更[53]。
- 2016年（平成28年）3月 - 親会社の株式会社天満屋ストアに吸収合併[広報 8]。

#### アイム天満屋
アイム天満屋（アイムてんまや）は、かつて存在した天満屋ストアグループのスーパーマーケットチェーンを運営する企業。岡山県津山市に本社を置いていた。1992年の商号変更前についてはマルシンストアを参照。

##### 沿革
- 1992年（平成4年）
  - 3月1日 - 株式会社マルシンストアから株式会社アイム天満屋に商号変更、CIも変更[25]。
  - 10月 - アイム天満屋初のFC店、FCみぞうち店を開店[54]
- 1995年（平成7年）12月20日 - 落合店を開店[55]
- 1997年（平成9年）
  - 3月8日 - 郡家店を開店し、鳥取県に進出[56]。
  - 7月19日 - 山北店で、生鮮食品をそろえたスーパーとしては岡山県内初の24時間営業を開始[57]。
  - 11月1日 - 東一宮店を開店[25]。

- 1999年（平成11年）7月11日 - 久世店を閉店[58]。
- 2003年（平成15年）12月22日 - 株式会社天満屋ハピーマートの全株式を3億8100万円で取得[59]。
- 2004年（平成16年）3月 - 株式会社アイム天満屋と株式会社天満屋ハピーマートが合併し、株式会社ハピーマートへ商号変更。

#### 広報資料・プレスリリースなど一次資料
1. 1 2 3  連結子会社の吸収合併（簡易合併・略式合併）に関するお知らせ
2. ↑  “第52期報告書” (PDF).   株式会社天満屋ストア (2021年5月). 2021年8月2日閲覧。
3. ↑  “会社概要”.   株式会社天満屋ストア. 2021年8月2日閲覧。
4. ↑  道の駅びんご府中｜広島県府中市
5. ↑  “ポイントがたまる！使える！ハピーカード”.   天満屋ストア. 2021年8月2日閲覧。
6. ↑  “天満屋でハピーカードポイントが、天満屋ハピータウン・天満屋ハピーズ・ハピーマートで天満屋ポイントが、付与されます。”.   天満屋カードサービス. 2021年8月2日閲覧。
7. 1 2 3  “関連グループ”.   天満屋ストア. 2021年8月2日閲覧。
8. ↑  連結子会社の吸収合併（簡易合併・略式合併）に関するお知らせ 天満屋ストア 2015年7月27日